# Pat Summitt
Patricia Sue Head, coniugata Summitt, detta Pat (Clarksville, 14 giugno 1952 – Knoxville, 28 giugno 2016), è stata una cestista e allenatrice di pallacanestro statunitense, membro del Naismith Memorial Basketball Hall of Fame dal 2000 in qualità di allenatrice.
Detiene il primato di vittorie conseguite in qualità di capo allenatore nella NCAA Division I di basket femminile (1098); in rapporto all'ambito maschile, tale record è secondo solo a quello di Mike Krzyzewski.

## Carriera
Con gli Stati Uniti ha disputato i Campionati mondiali del 1975 e i Giochi olimpici di Montréal 1976.
Da allenatrice ha guidato gli Stati Uniti ai Giochi olimpici di Los Angeles 1984 e a due edizioni dei Campionati mondiali (1979, 1983).

## Palmarès

### Allenatrice
- 8 volte campione NCAA Division I (1987, 1989, 1991, 1996, 1997, 1998, 2007, 2008)
- 5 Naismith College Coach of the Year (1987, 1989, 1994, 1998, 2004)
- 1 Associated Press College Basketball Coach of the Year (1998)